# Twin Rivers
Twin Rivers är en civil parish i Storbritannien.   Den ligger i kommunen East Riding of Yorkshire och riksdelen England, i den sydöstra delen av landet, 240 km norr om huvudstaden London. Antalet invånare är 367. Twin River består av byn Adlingfleet och de mindre byarna Ousefleet och Whitgift.